# Ель Лутца
Ель Лутца (лат. Picea ×lutzii) — вид деревянистых растений рода Ель (Picea) семейства Сосновые (Pinaceae), естественный гибрид между елью сизой (Picea glauca) и ситхинской (Picea sitchensis) с юга Аляски и Британской Колумбии.

## Ботаническое описание

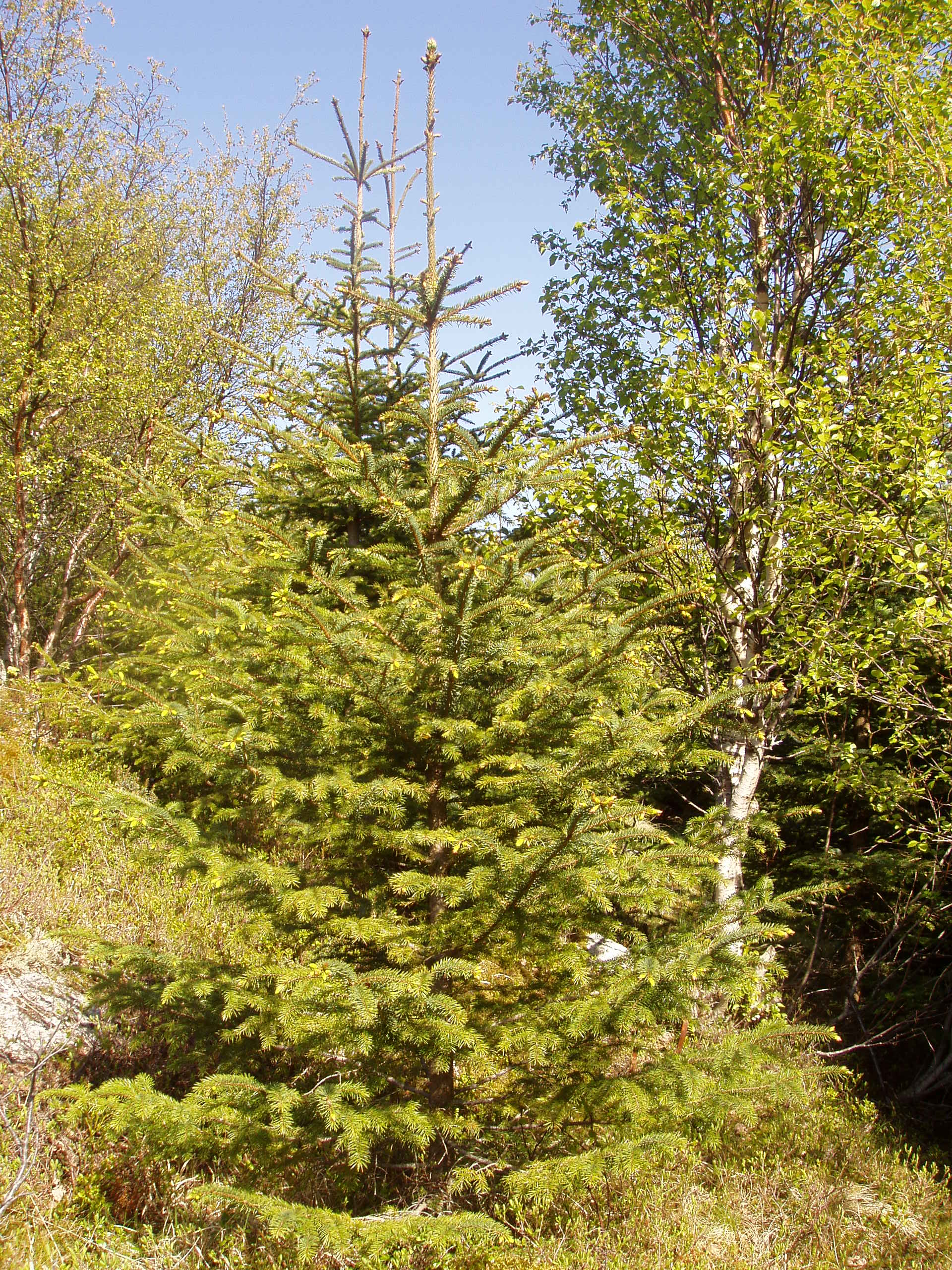

Дерево обычно до 20 м высотой и 45 см в диаметре. Однолетние побеги светло-коричневые, голые, более старые — серовато-коричневые или коричневые. Подушечки однолетних побегов 0,5—0,7 мм длиной, прямоугольные, четырёхгранные, расширенные к основанию и слегка изогнутые, расположенные под углом 60—80°, голые. Верхушечные почки 5—7 мм длиной и 3—3,5 мм шириной, яйцевидно-конусовидные, яйцевидные или яйцевидно-цилиндрические, с прилегающими черепитчато расположенными светло-коричневыми или рыжевато-светло-коричневыми чешуями; профиллы составляют ⅓—½ длины почек.
Хвоя и шишки с промежуточными признаками между родительскими видами. Хвоинки голубоватые или сизовато-зелёные, 10—26 мм длиной, 1,5—2 мм шириной, постепенно заострённые, острые и колючие, уплощённо-четырёхгранные, слабо килеватые с обеих сторон, сверху — с 3—4 устьичными линиями с каждой стороны от киля, а снизу — с 5—7, слегка изогнутые. Шишки продолговато-цилиндрические, с закруглённым основанием, 3—6 см длиной и 2,5—3 см шириной. Семенные чешуи закруглённые по верхнему краю, желтовато-коричневые.